# Lathrecista asiatica
Lathrecista asiatica – gatunek ważki z rodziny ważkowatych (Libellulidae); jedyny przedstawiciel rodzaju Lathrecista. Szeroko rozprzestrzeniony gatunek, zamieszkujący Azję Południową i Południowo-Wschodnią, południowe Chiny, Australię i Oceanię. 